# NEC µPD780C
De D780C is een microprocessor van NEC en is geheel compatibel met de originele NMOS-versie van de door Zilog ontwikkelde Z80-processor. Deze compatibiliteit omvat tevens de ongedocumenteerde instructies en andere ongedocumenteerde kenmerken. De D780C werd onder meer toegepast in 8-bit-computers, waaronder MSX, Sinclair Research ZX Spectrum, ZX80 en ZX81.